# Rejon mariinsko-posadski
Rejon mariinsko-posadski (ros. Марии́нско-Поса́дский район, czuw. Сĕнтĕрвăрри районӗ) – rejon w należącej do Rosji autonomicznej republice Czuwaszji.
Rejon leży w północno-wschodniej części kraju, jego ośrodkiem administracyjnym jest miasto Mariinskij Posad. Według danych na rok 2010 rejon zamieszkiwało 23 895 osób, a gęstość zaludnienia wyniosła 35 os./km2.

## Geografia
Rejon mariinsko-posadski graniczy z republiką Mari El oraz rejonem zwienigowskim na północy i wschodzie, ciwilskim i czeboksarskim na zachodzie oraz z kozłowskim na południu.
Powierzchnia rejonu wynosi 686,1 km2.

## Galeria

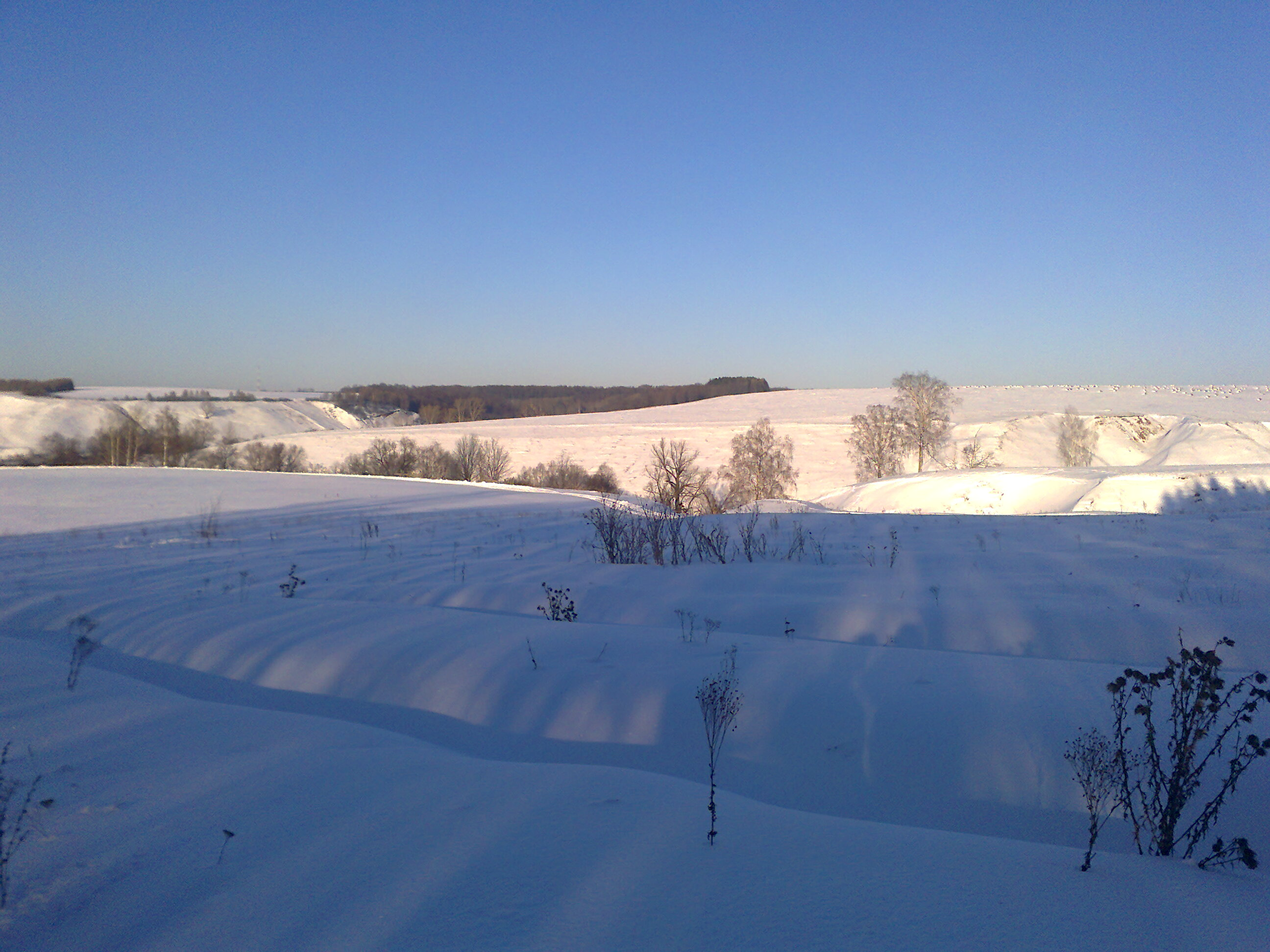
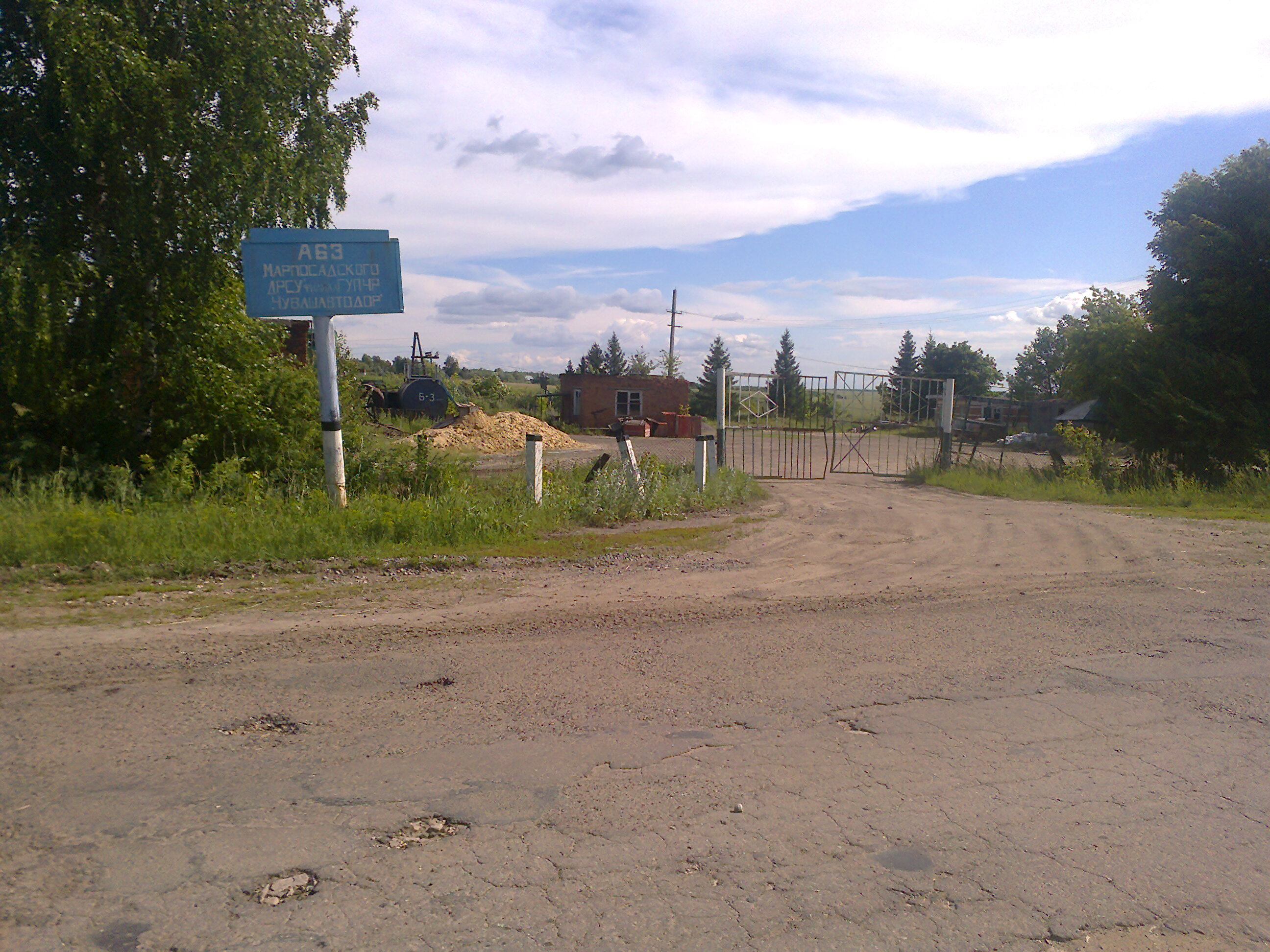
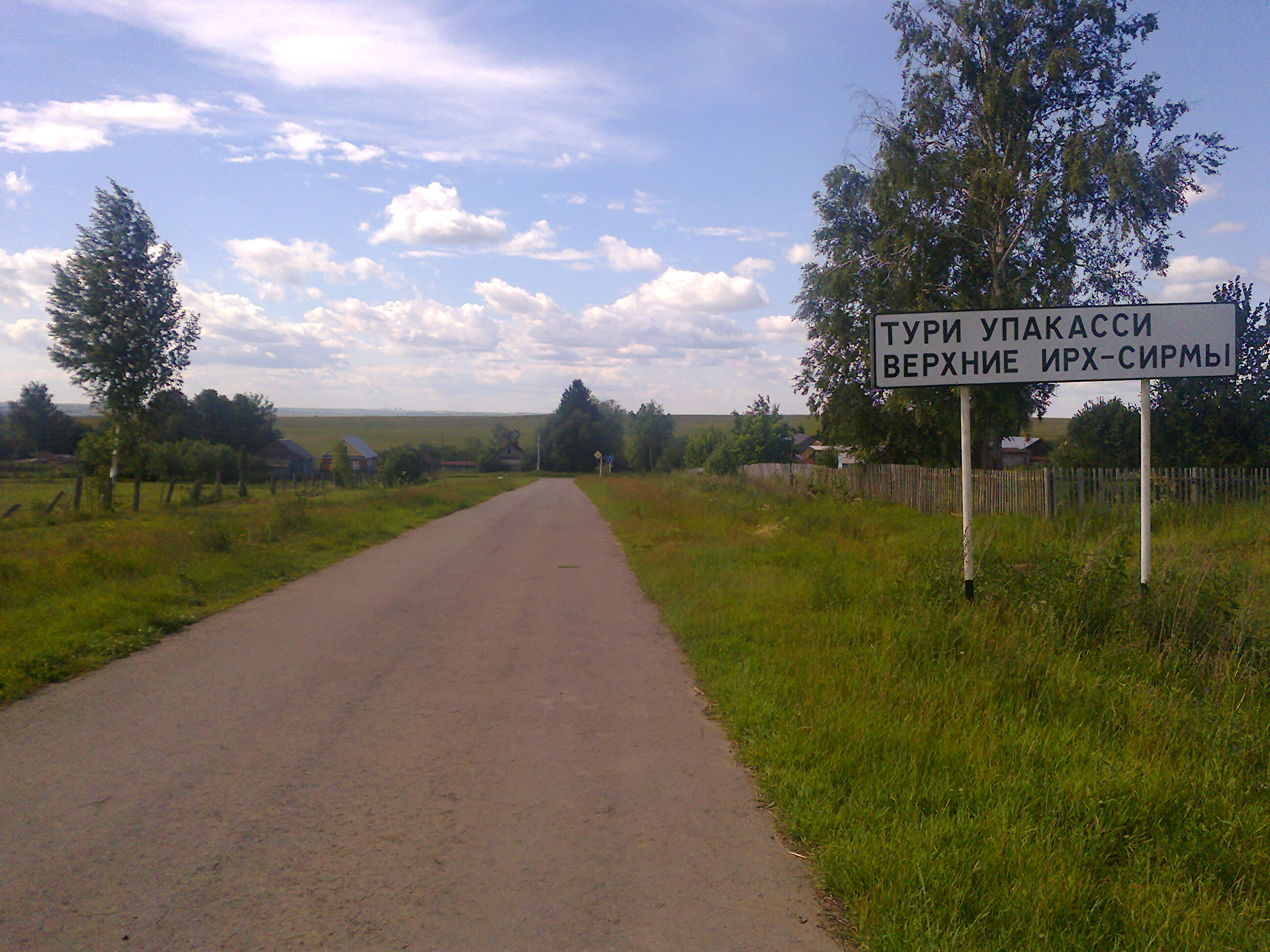
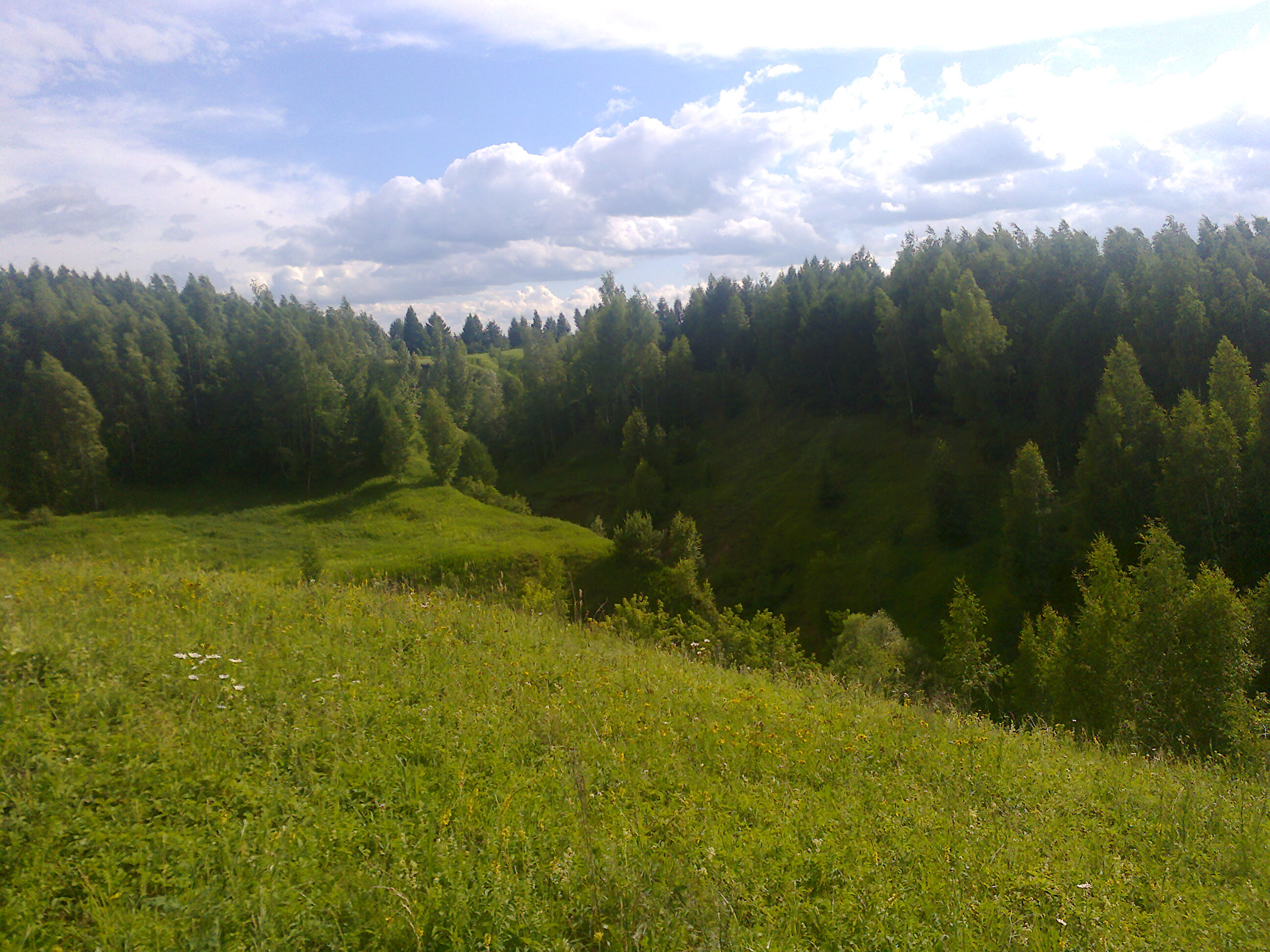